# Péter Bácsi
Péter Bácsi (Budapest, 15 de mayo de 1983) es un deportista húngaro que compite en lucha grecorromana.
Ganó dos medallas de oro en el Campeonato Mundial de Lucha, en los años 2014 y 2018, y cuatro medallas en el Campeonato Europeo de Lucha entre los años 2008 y 2014.
Participó en tres Juegos Olímpicos de Verano, ocupando el quinto lugar en Pekín 2008, el 14.º lugar en Londres 2012 y el quinto lugar en Río de Janeiro 2016.

## Palmarés internacional
| Campeonato Mundial | Campeonato Mundial         | Campeonato Mundial | Campeonato Mundial |
| Año                | Lugar                      | Medalla            | Categoría          |
| ------------------ | -------------------------- | ------------------ | ------------------ |
| 2015               | Las Vegas (Estados Unidos) | Medalla de oro     | 80 kg              |
| 2018               | Budapest (Hungría)         | Medalla de oro     | 82 kg              |
| Campeonato Europeo |                            |                    |                    |
| Año                | Lugar                      | Medalla            | Categoría          |
| 2008               | Tampere (Finlandia)        | Medalla de oro     | 74 kg              |
| 2010               | Bakú (Azerbaiyán)          | Medalla de bronce  | 74 kg              |
| 2011               | Dortmund (Alemania)        | Medalla de plata   | 74 kg              |
| 2014               | Vantaa (Finlandia)         | Medalla de oro     | 80 kg              |